# Glasfabriek Leerdam

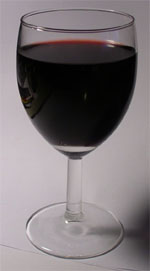
Gildeglas

De Glasfabriek Leerdam is een glasfabriek in Leerdam, het maakt voornamelijk nog wijnglazen. Bij de glasfabriek hebben veel vooraanstaande ontwerpers gewerkt of ontwerpen aangeleverd. De glasfabriek in Leerdam heeft sinds 1 augustus 2020 haar activiteiten op het gebied van kunst- en sierobjecten gestaakt en deze zijn overgenomen door Royal Delft.

## Geschiedenis
Van 1875 tot 1877 exploiteerde onder leiding van twee directeuren, Christiaan Antoon Jeekel en J.J. Mijnssen, de firma Jeekel, Mijnssen & Co. een hardglasfabriek. Deze werkte volgens het systeem van A. de la Bastie. Op 3 september 1877 werd er een commanditaire vennootschap gevormd, waarbij naast Jeekel en Mijnssen O.H.L. Nieuwenhuyzen als beherend vennoot toetrad. De nieuwe vennootschap stelde zich ten doel de exploitatie van een fabriek van halfkristal en kristal. Aanvankelijk gingen de zaken moeizaam en was men verplicht het materieel, de gereedschappen en zelfs de nodige werkkrachten grotendeels uit het buitenland te halen. De in 1885 overleden Jeekel  werd opgevolgd door C. Nortier Azn, tot dan commanditair vennoot. Nieuwenhuyzen trad nu meer op de voorgrond. 
De firma dreef op de export, met als gevolg veel internationaal handelsverkeer in Leerdam. Aanvankelijk werkte men voor de Engelse en Zuid-Amerikaanse markt en Mexico, alsmede voor enkele overzeese klanten van Hamburgse en Parijse agenten. Geleidelijk breidde de fabriek zich uit. Op 14 juni 1891 werd de firma omgezet in de naamloze vennootschap Glasfabriek Leerdam voorheen Jeekel, Mijnssen en Co. met de drie beherende vennoten als directeur en een gezamenlijk kapitaal van f 220.000.
In 1912 werd P.M. Cochius directeur. Hij streefde naar (artistieke) vernieuwing en zocht contact met kunstenaars om glasontwerpen te maken. K.P.C. de Bazel was in 1915 de eerste kunstenaar die een aantal glasserviezen ontwierp. Andries Copier, sinds 1914 werkzaam bij de glasfabriek, begon in 1922 met het ontwerpen van glas. Hij, jarenlang de enige ontwerper in vaste dienst van de glasfabriek, kreeg in 1927 de artistieke leiding. Onder zijn leiding von in 1930 de introductie van het Gildeglas plaats. Na De Bazel volgden nog meer externe ontwerpers, tot 1940 waren dit: Cornelis de Lorm, Chris Lanooy, H.P. Berlage, Chris Lebeau en Frank Lloyd Wright. De Eerste Wereldoorlog betekende een verschuiving naar de binnenlandse markt; waar tevoren 80% export was, was in 1915 circa de helft voor het binnenland, met name de productie van gloeilampenballons. Naast geblazen glas kwam er een aparte afdeling voor pers- en gietwerk in een afzonderlijke fabriek De Hoop. Er werd laboratoriumglas vervaardigd onder de naam Laborax-Leerdam. Midden 1916 waren er 1400 personen werkzaam.

### Vereenigde Glasfabrieken
De crisis ging niet onopgemerkt voorbij. Begin 1936 werd het voltallige personeel (900 personen) ontslagen, een aangevraagde surcéance werd later ingetrokken. De aandeelhouders besloten tot verkoop. De Glasfabriek Leerdam werd in 1938 overgenomen door de Vereenigde Glasfabrieken te Schiedam.
In opdracht van de Vereenigde Glasfabrieken maakte filmmaker Bert Haanstra in 1958 de bedrijfsfilm Over glas gesproken, over het productieproces van glas. Bert Haanstra maakte daarna in de Leerdamse glasfabrieken de vrije film Glas. Deze artistieke film over de glasfabricage won in 1960 een Oscar.
De Vereenigde Glasfabrieken werden in 1995 overgenomen door het Franse Danone en samen gingen ze vanaf 1999 verder als BSN Glasspack. In 2003 verkocht BSN Glasspack de Leerdamse afdelingen tafelglas en Crystal aan het Amerikaanse Libbey. BSN behield de afdeling Flessen tot 2004 toen BSN Glasspack werd overgenomen door Owens-Illinois. In handen van Libbey fuseerde het bedrijf in 2005 met Crisal Cristalaria Automática met een productievestiging in Marinha Grande in Portugal. Na de overname behoort de combinatie tot de top vijf producenten van tafelglas in Europa.
In januari 2008 is Royal Delft Group ontstaan door de overname van de kristalafdeling Royal Leerdam Crystal. De Porceleyne Fles en de daaropvolgende samenvoeging met BV Koninklijke Van Kempen & Begeer.
In 2022 verkocht Libbey Glass het bedrijf aan het Nederlandse Anders Invest Industrie Fonds. Er zijn zo'n 600 werknemers in Nederland en Portugal met een jaaromzet van zo'n 120 miljoen euro. In Nederland staat het hoofdkantoor en een glasfabriek in Leerdam en er is een distributiecentrum in Gorinchem. De totale overnameprijs is niet bekendgemaakt. Het bestuur van het bedrijf blijft aan en met Libbey wordt de samenwerking gecontinueerd.

## Museum
Het Nationaal Glasmuseum in Leerdam is ontstaan uit de glasfabriek.